# Gruguru
Gruguru – miasto w Sudanie Południowym w stanie Imatong. Liczy 5943 mieszkańców (szacunek 2013).